# Étienne Parfait Martin Maurel de Mons
Pour les articles homonymes, voir Maurel, Morel et Mons (homonymie).
Balthasard Parfait André Étienne Martin Maurel (ou Morel) de Mons, né le 18 avril 1752 à Aix-en-Provence et mort le 4 octobre 1830 à Avignon, est un ecclésiastique français.

## Biographie
Issue de la famille des Maurel de Villeneuve de Mons, le prélat, né à Aix-en-Provence le 18 avril 1752, passe ses premières années à Volonne. Il est, avant la Révolution, chanoine d'Aix puis grand vicaire du diocèse de Viviers. À la suite de la Constitution civile du clergé, il refuse de prêter serment.
Après le Concordat de 1802, il devient grand vicaire du cardinal Belloy de Morangle à l'archevêché de Paris.
En 1803, après la mort de Noé, il est désigné pour le siège épiscopal de Troyes, mais le Premier Consul révoque ce choix sur les conseils du cardinal Fesch, préférant placer sur ce siège un prélat plus expérimenté.
Étienne de Mons est nommé évêque à Mende le 30 janvier 1805, ce que confirme la curie romaine le 22 mars 1805. Il est sacré évêque de Mende le 21 avril 1805 à Notre-Dame de Paris par le cardinal Belloy de Morangle (les coconsécrateurs furent Jean-Baptiste de Chabot, évêque émérite de Mende, Claude André, évêque de Quimper). Étienne Célestin Enoch (évêque de Rennes), Jean-Paul Faudoas (évêque de Meaux) et Pierre-Vincent Dombidau de Crouseilles (évêque de Quimper) furent sacrés le même jour.
Il devient baron d’Empire le 6 juin 1808 avec droit de transmission à l'un de ses neveux.
Il assiste au concile de Paris en juin 1811.
Rétrogradé au rang de simple évêché le 29 novembre 1801, Avignon redevient définitivement un archevêché le 6 octobre 1822. Morel de Mons, qui avait gouverné l’église de Mende pendant seize ans, est transféré à Avignon par le roi le 2 août 1821, puis confirmé le 24 septembre 1821.
Il devient pair de France à la suite de la dissolution de la chambre des députés par l'ordonnance royale du 5 novembre 1827. Légitimiste dévoué, il fut exclu de la Chambre des pairs après la révolution de 1830.
La santé du prélat est alors déclinante. C'est au retour de son voyage à Nice pour se reposer que Maurel de Mons meurt à Avignon le 4 octobre 1830, d'une attaque d'apoplexie foudroyante.

## Armoiries
Nommé évêque, il choisit comme blason ses initiales enlacées surmontées de 3 étoiles. Puis, en qualité de baron de l'Empire, il ajoute le franc-canton des barons-évêques. À partir de 1814, il prend les armes de sa famille.

« Armes de Baron de l'Empire : Coupé : au I, parti d'azur à trois étoiles d'or et du quartier des barons évêques de l'Empire bordé d'une filière d'argent ; au II, d'or au cheval cabré de sable. »

« Armes des Maurel de Mons (Var) et Morel de Volonne : D'or, à un cheval cabré de sable, au chef d'azur, chargé de trois étoiles du champ.,,. »